# Istocheta nyctia
Istocheta nyctia là một loài ruồi trong họ Tachinidae.